# 古龍岡戰鬥
古龍岡戰鬥發生於1934年10月10日，地點則是在中國贛南兴国县，是第一次国共内战中第五次围剿战争西线战场主要戰鬥之一，該戰鬥交戰一方為國民革命軍，另一方則為中國共產黨所領導之中國工農紅軍。
1934年春，薛岳指挥国军第六纵队以59、92、93、99等4个师经永兴县龙冈南侵兴国古龙冈。8月，国军分两路近逼兴国县。9月9日，红21师奉命向古龙冈方向转移。21日，在兴国县良村雄岭下正式成立中国工农红军第八军团，辖红21、23师。在国军59、90、92、93四个师的攻势下，红21师、23师29日退守古龙冈以北的天子嵊、镇寇塔、歼飞坡地区。中国共产党方面将1934年9、10月间，红一方面军在兴国县高兴圩和古龙冈地区的一系列战斗视为一次「长达一个多月的阻击战」，认为此次阻击战为中央苏区的红军主力和中央机关集结、突围赢得了时间:137—142。
10月7日，中革军委主席朱德电令红八军团务必于9日撤离古龙冈，经社富开往于都县。红八军团边打边撤，于9日中午抵达古龙冈圩。此后，红八军团在社富集结休整，作为中央红军右翼后卫，在于都县孟口渡江，开始长征。不久，最后一支红军部队——红五军团撤离兴国县。14日，国军攻占兴国县城:142。